# The Potty Training Years 1988–1992
The Potty Training Years 1988 – 1992 – album kompilacyjny zespołu Voodoo Glow Skulls, wydany przez Signal Sound Systems Records i El Pocho Loco Records.

## Utwory
1. Matter of Time
2. Mr. Boss Man
3. Here Comes the Sun
4. You're the Problem
5. Trouble Walking
6. Empty Bottles
7. Methods of Madness
8. Closet Monster
9. You Don't Have a Clue
10. Thrift Shop Junkie
11. This Ain't No Disco
12. The Clash
13. Wife And Kid
14. Motel Six
15. Never Gonna Grow Up
16. Under My Skin
17. Descendent's Song

## Autorzy
- Frank Casillas – wokal
- Eddie Casillas – gitara elektryczna
- Jorge Casillas – gitara basowa
- Jerry O’Neill – perkusja
- Brodie Johnson – trąbka
- Gabriel Dunn – trąbka
- James Hernandez – saksofon